# 小米草四川亚种
小米草四川亚种（学名：Euphrasia pectinata sp. sichuanica）为玄参科小米草属下的一个亚种。

## 扩展阅读
- 維基物種上的相關：小米草四川亚种